# 阿賀郡
阿賀郡是過去位於岡山縣西北部的一郡，已於1900年4月1日與哲多郡合併為阿哲郡。
過去的範圍包括現在的新見市東部地區、真庭市南部地區、高梁市北部地區。

## 歷史
在令制國時代亦曾被寫為「英賀郡」。

### 沿革
- 1889年6月1日：實施町村制，阿賀郡下設：丹治部村、刑部村、上刑部村、新見村、美穀村、草間村、菅生村、千屋村、熊谷村、豐永村、呰部村、中津井村、上水田村、水田村、中井村。（15村）
- 1896年2月26日：新見村改制為新見町。（1町14村）
- 1900年4月1日：
  - 呰部村、中津井村、上水田村、水田村、中井村改隸屬上房郡。
  - 阿賀郡和哲多郡合併為阿哲郡。